# Chicken Shack
A Chicken Shack angol blues/rhythm and blues zenekar. 1965-ben alakult meg. Az együttesben gyakoriak voltak a tagcserék, jelenleg trióban tevékenykednek. Egy ideig a Fleetwood Mac egyik tagja, Christine MacVie is szerepelt a Chicken Shack soraiban. A gyakori tagcserék ellenére az együttes egészen a mai napig aktív, habár az évek alatt egyszer már feloszlottak, 1973-ban. 1976 óta azonban megint együtt vannak.

## Tagjai
Jelenlegi tagok
- Stan Webb – gitár, éneklés
- Gary Davies – gitár
- Jim Rudge – basszusgitár

## Diszkográfia
- 40 Blue Fingers, Freshly Packed and Ready to Serve (stúdióalbum, 1968)
- O.K. Ken? (stúdióalbum, 1969)
- 100 Ton Chicken (stúdióalbum, 1969)
- Accept (stúdióalbum, 1970)
- Imagination Lady (stúdióalbum, 1972)
- Unlucky Boy (stúdióalbum, 1973)
- Goodbye Chicken Shack (koncertalbum, 1974)
- Double ("Unlucky Boy & Goodbye Chicken Shack) (stúdióalbum, 1977)
- Stan the Man (stúdióalbum, 1977),
- That's the Way We Are (stúdióalbum, 1978)
- The Creeper (stúdióalbum, 1978)
- Chicken Shack (stúdióalbum, 1979)
- In the Can (stúdióalbum, 1980)
- Roadies Concerto (koncertalbum, 1981)
- Simply Live (koncertalbum, 1989)
- On Air (válogatáslemez, 1998)
- Black Night (stúdióalbum, 1999, Stan Webb's Chicken Shack néven)
- Webb (stúdióalbum, 2001)
- Stan The Man (válogatáslemez, 2002)
- Still Live After All These Years (koncertalbum, 2004)
- Stan Webb (stúdióalbum, 2004)
- Going Up, Going Down-Anthology (válogatáslemez, 2004)
- The Complete Blue Horizon Sessions (válogatáslemez, 2005)
- Poor Boy/the Deram Years (válogatáslemez, 2006, Stan Webb's Chicken Shack néven)
- Strange Situations/The Indigo (stúdióalbum, 2006, Stan Webb's Chicken Shack néven)
- Reflections (Plucking Good & Changes (Expanded Ed.)) (stúdióalbum, 2008, Stan Webb's Chicken Shack néven)